# Amieur
Amieur est une commune de la wilaya de Tlemcen en Algérie.

## Géographie

### Situation
Le territoire de la commune d'Amieur est situé au nord-est de la wilaya de Tlemcen, à environ 18 km à vol d'oiseau au nord-est de Tlemcen.
| Aïn Youcef | Bensekrane | Sidi Abdelli |
| Chetouane  | Amieur     | Sidi Abdelli |
| Chetouane  | Aïn Fezza  | Sidi Abdelli |

### Localités de la commune
En 1984, la commune d'Amieur est constituée à partir des localités suivantes :
- Amieur
- Ghenaïna
- Azaïza
- Zediga
- Chelaïda
- El Bordj
- Ghouliamès
- Laribet
- Boukourra
- Ouled Alaâ